# Reggie Fils-Aimé
Reginald Fils-Aimé (* 25. března 1961, Bronx, New York, USA) je americký manažer haitského původu, známý především jako bývalý prezident a provozní ředitel společnosti Nintendo of America, severoamerické pobočky japonské společnosti Nintendo. Tuto pozici zastával v letech 2006 až 2019. Před povýšením působil jako výkonný viceprezident pro prodej a marketing.
Fils-Aimé se stal populární osobností mezi hráči poté, co se v květnu 2004 objevil na tiskové konferenci společnosti Nintendo na veletrhu E3. Přispěl k oživení image Nintenda jako konkurenceschopného hráče na trhu herních konzolí, kde soupeřil se společnostmi Sony Interactive Entertainment a Microsoft. Před nástupem do Nintenda zastával marketingové a obchodní pozice ve společnostech jako Procter & Gamble, Pizza Hut, Guinness, Derby Cycle, Panda Express a VH1.
Po odchodu z Nintenda v dubnu 2019 se stal rezidentním lektorem (Leader in Residence) na Cornellově univerzitě a později byl jmenován do správních rad společností Brunswick Corporation, GameStop a Spin Master.

## Mládí a vzdělání
Reggie Fils-Aimé se narodil 25. března 1961 v newyorském Bronxu. Jeho rodiče emigrovali z Haiti v 50. letech 20. století kvůli politickým neshodám mezi jeho prarodiči – jeho dědeček z otcovy strany byl generálem, zatímco dědeček z matčiny strany byl součástí demokraticky zvolené vlády svržené vojenským převratem. Matka pracovala jako vedoucí obchodní zástupkyně ve šperkařství, otec byl strojníkem. Fils-Aimé uvádí, že jeho optimistický přístup k životu pochází právě od matky.
Vyrůstal na Long Islandu, kde navštěvoval střední školu Brentwood High School. Sám sebe popisuje jako „jediného příslušníka menšiny“ mezi spolužáky. V roce 1979 byl přijat na Cornellovu univerzitu, kde v roce 1983 získal bakalářský titul v oboru aplikovaná ekonomie a management na fakultě zemědělství a biologických věd. Během studií byl prezidentem místní pobočky bratrstva Phi Sigma Kappa, kde byl známý svou pořádkumilovností a organizačními schopnostmi.

## Kariéra
Po absolvování univerzity nastoupil Fils-Aimé do společnosti Procter & Gamble, kde působil v oblasti řízení značky. Později zastával pozici ředitele národního marketingu v řetězci Pizza Hut, kde uvedl na trh produkty Bigfoot Pizza a The Big New Yorker.

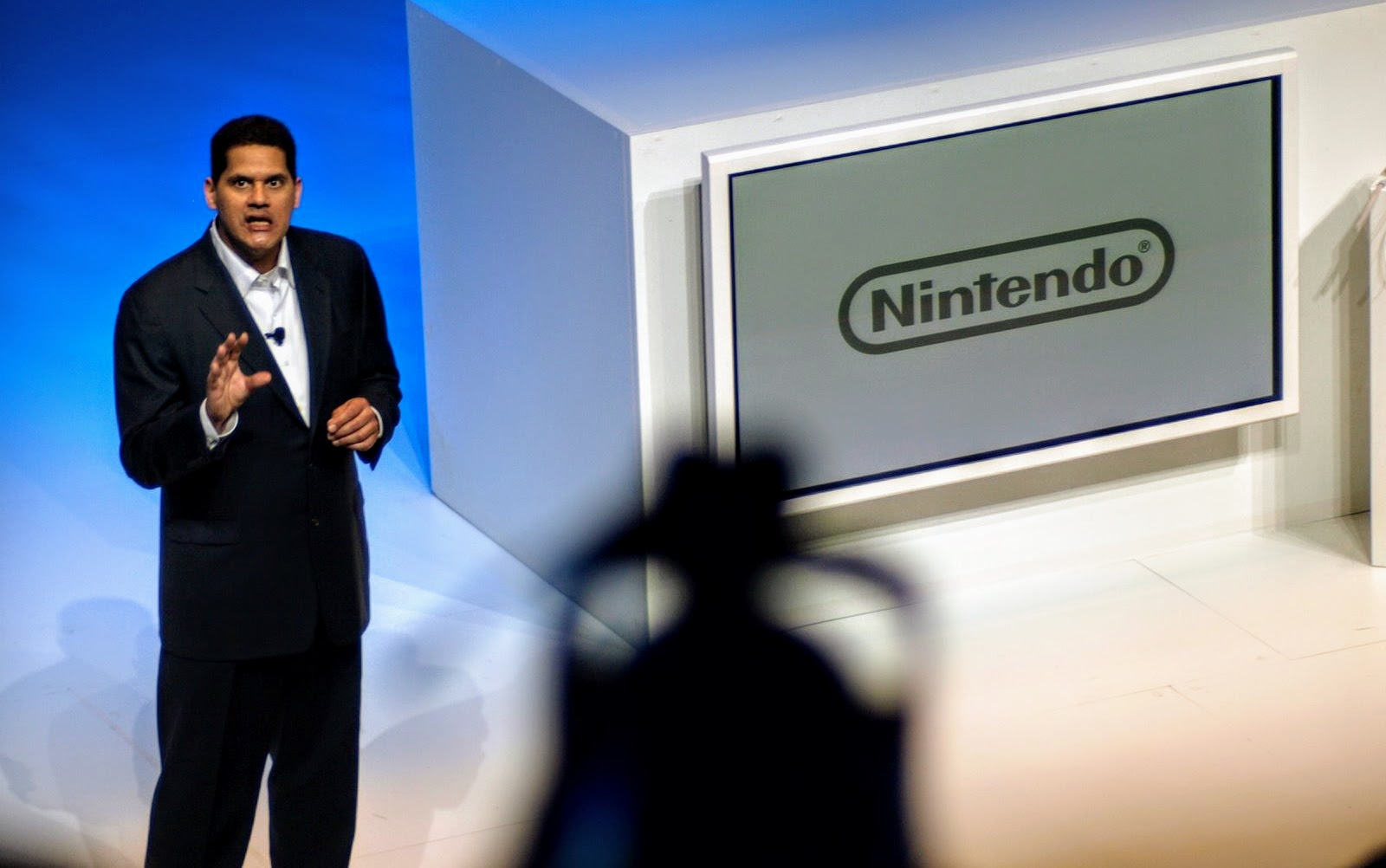
Reggie Fils-Aimé na konferenci Nintenda v divadle Nokia Theatre během veletrhu E3 2009

Dále působil jako vedoucí marketingu americké pobočky společnosti Guinness Imports Co., kde byl zodpovědný za propagaci všech značek. Ve společnosti Derby Cycle pracoval jako marketingový ředitel, kde vedl prodejní a marketingové aktivity osmi značek po celém světě. Zároveň byl výkonným ředitelem britské pobočky Raleigh U.K.
Následně se stal senior viceprezidentem amerického řetězce s čínským jídlem Panda Express (Panda Management Co.). V roce 2001 nastoupil na televizní stanici VH1 jako senior viceprezident, kde setrval do roku 2003. Během svého působení tam zvýšil sledovanost o 30% díky zaměření programu na mladší diváky. Rovněž připravil marketingovou strategii pro benefiční koncert The Concert for New York City, který vynesl přes 35 milionů dolarů na pomoc po útocích z 11. září 2001.

## Nintendo

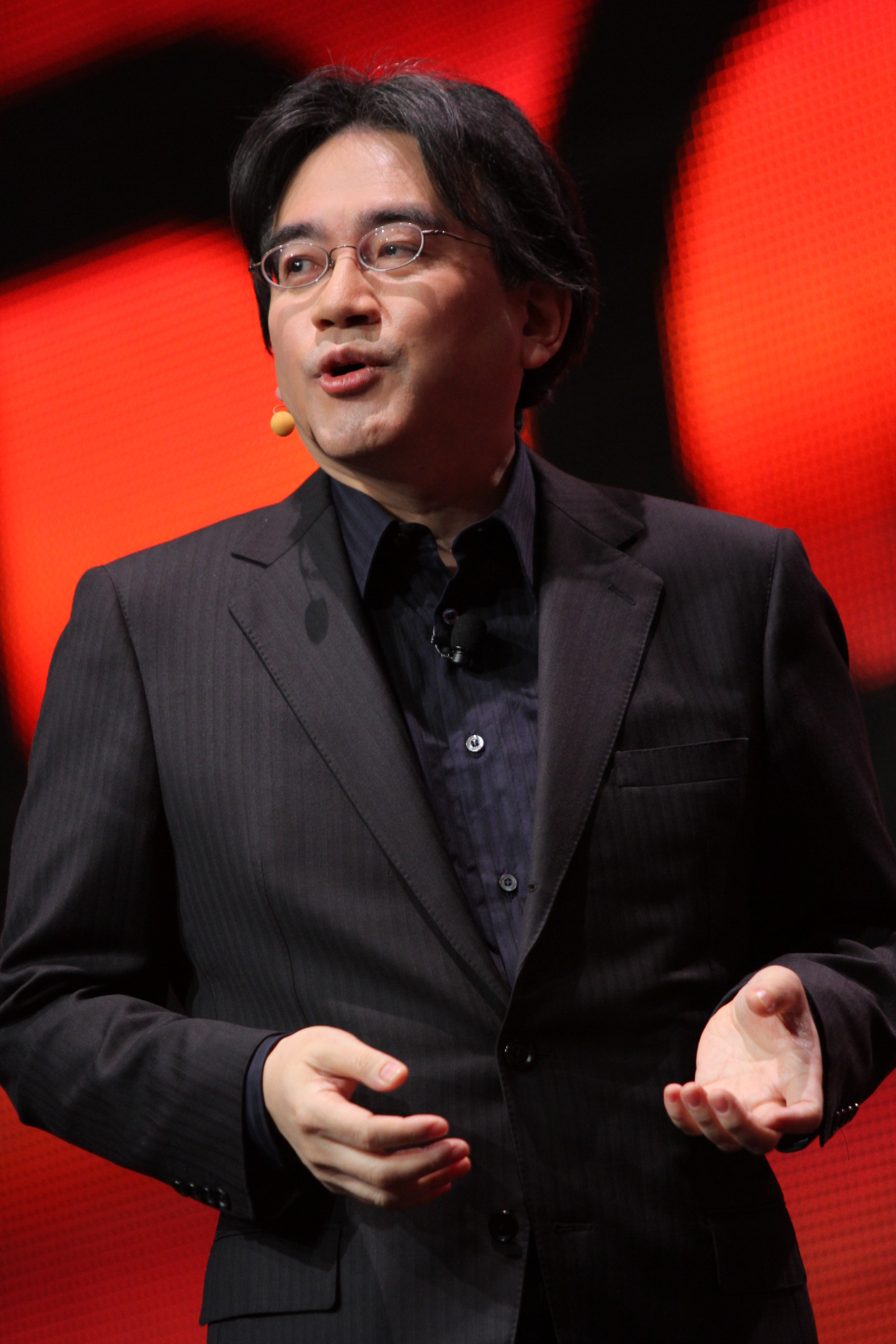
Fils-Aimé považoval prezidenta Satorua Iwatu během svého působení v Nintendu za svého mentora a přítele.

Reggie Fils-Aimé nastoupil do společnosti Nintendo v prosinci 2003 jako výkonný viceprezident prodeje a marketingu. Ačkoli byl pro tuto roli přímo osloven, během výběrového řízení požádal o osobní setkání s tehdejším prezidentem společnosti Satoruem Iwatou. Jejich rozhovor trval déle, než bylo plánováno, a položil základy dlouholetého přátelství a otevřené komunikace. Iwatu později označil za svého mentora i blízkého přítele.
Dne 25. května 2006 byl jmenován prezidentem a provozním ředitelem společnosti Nintendo of America, a stal se tak prvním Američanem v této funkci. V době jeho nástupu byla společnost Nintendo v obtížné pozici – konzole GameCube zaostávala za konkurencí a fanoušci ztráceli důvěru. Nintendo chtělo znovu přinést do her zábavu a originalitu, což bylo jádrem nové strategie, do které se Fils-Aimé zapojil svými marketingovými schopnostmi.
Poprvé veřejně vystoupil na E3 v roce 2004 se slavnou větou: „Jmenuju se Reggie. Jsem tady, abych nakopal zadky, zapisoval si jména – a vyráběl hry.“ Jeho energický styl a přímé vystupování si okamžitě získaly pozornost fanoušků. Přispěl k úspěchu konzolí Nintendo DS a Wii, přičemž pomohl redefinovat, jak Nintendo spolupracuje s obchodními partnery. Prosazoval také strategii zaměřenou na širší demografii, včetně dospělých a začínajících hráčů.
V roce 2007 pronesl při představení Wii Balance Board větu „My body is ready“ („Mé tělo je připraveno“), která se stala internetovým memem. Vystupoval v mnoha marketingových a humorných videích, často po boku prezidenta Iwaty nebo v parodiích, čímž si získal status kultovní osobnosti mezi hráči.

## Po Nintendu
Po odchodu z Nintenda v roce 2019 se stal Leader in Residence na Cornellově univerzitě. Zároveň působil v poradních radách fakult, kde přednášel o leadershipu a předával zkušenosti. Aktivně se zapojil do mentoringových programů pro mladé studenty, zejména ze znevýhodněných skupin. Byl jmenován do představenstva společností GameStop, Spin Master a Brunswick Corporation.
Spolu s herním novinářem Haroldem Goldbergem založil podcast Talking Games with Reggie and Harold, jehož cílem bylo získat prostředky na podporu studentů zasažených pandemií Covidu-19. V roce 2022 vydal autobiografii Disrupting the Game: From the Bronx to the Top of Nintendo, v níž popisuje svou cestu z Bronxu až na vrchol jedné z nejznámějších herních společností světa.

## Ocenění

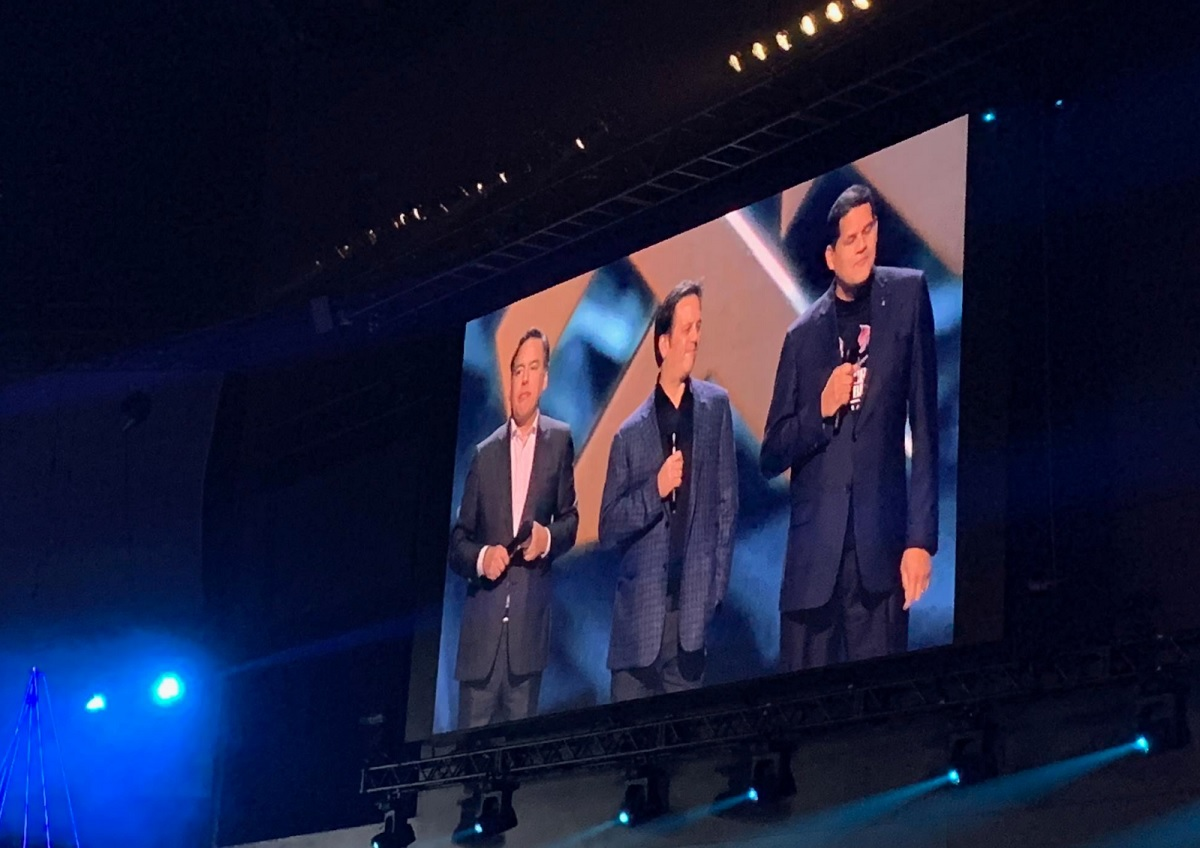
Shawn Layden, Phil Spencer a Reggie Fils-Aimé na udílení cen The Game Awards 2018

Fils-Aimé získal řadu ocenění za marketingové inovace, včetně ceny Clio, dvou zlatých cen Effie, ceny AICP za reklamní excelenci a stříbrné ceny Edison. V roce 1998 byl zařazen do žebříčku „Marketing 100“ časopisu Advertising Age. V herním průmyslu byl oceněn cenou za celoživotní přínos od Mezinárodní síně slávy videoher a cenou Legend Award od New York Videogame Critics Circle.

## Osobní život
Reggie Fils-Aimé je ženatý se Stacey Sanner, svou dlouholetou přítelkyní, kterou poznal během práce ve VH1. Z předchozího manželství má tři děti. S hraním videoher začal, když měl doma malé děti. V roce 2006 žil na východní straně Seattlu.

## Publikace
Fils-Aimé, Reggie (2022). Disrupting the Game: From the Bronx to the Top of Nintendo. HarperCollins Leadership. ISBN 9781400226672.